# Братья Вульф
Братья сэры Джон Вулф (15 марта 1913, Лондон — 28 июня 1999, Лондон) и Джеймс Вулф (1919, Лондон — 29 мая 1966) – британские кинопродюсеры. Сыновья С. М. Вульфа (продюсера также).

## Деятельность
Джон и Джеймс основали производственные компании Romulus Films и Remus Films, которые действовали в 1950-х и 1960-х годах. Их отец, С. М. Вульф (1879—1942), совместно с Майклом Бэлконом, спродюсировал два фильма Альфреда Хичкока — «По наклонной» (1927) и Лёгкое поведение (1928). Джеймс Вульф убедил Лоуренса Харви стать актёром.
Согласно Internet Movie Database, Джеймс Вульф покончил жизнь самоубийством 29 мая 1966 года.

## Избранная фильмография
- 1951 — Африканская королева
- 1952 — Мулен Руж
- 1959 — Путь наверх
- 1964 — Бремя страстей человеческих
- 1965 — Роскошная жизнь
- 1968 — Оливер!
- 1979—1988 — Непридуманные истории